# Cayo Vetennio Severo
Cayo o Gayo Vetennio Severo  fue un senador romano que vivió a finales del siglo I y comienzos del siglo II, desarrollando su carrera política, bajo los imperios de Domiciano, Nerva y Trajano.

## Carrera
Su único cargo conocido fue el de consul suffectus entre mayo y agosto de 107, bajo Trajano.